# Pedinopetalum domingense
Pedinopetalum domingense är en flockblommig växtart som beskrevs av Ignatz Urban och H.Wolff. Pedinopetalum domingense ingår i släktet Pedinopetalum och familjen flockblommiga växter. Inga underarter finns listade i Catalogue of Life.